# Distrito de Julcán (Julcán)
El distrito de Julcán es uno de los cuatro que conforman la provincia homónima del departamento de La Libertad en el Norte del Perú.
Desde el punto de vista jerárquico de la Iglesia católica forma parte de la Arquidiócesis de Trujillo.

## Historia
Luego de dos años de realizar gestiones para elevarlo a la categoría de distrito, se logró con la Ley N° 13659 del 12 de junio de 1961, en el segundo gobierno del Presidente Manuel Prado Ugarteche.  Ayudaron en estas gestiones, el ingeniero Juan Manuel de la Puente, Juan Julio Zavaleta, Antenor Zavala, Javier Castro Vereau, Pedro Miñano Guzmán, Fernando Huanes Vargas, reverendo Segundo Carranza Robles, Gilberto Gavidia y concluyen estas gestiones el ingeniero Juan Manuel de la Puente junto a Segundo Carranza, con la ley que fue promulgada por el entonces Presidente Manuel Prado Ugarteche. La inauguración del distrito de Julcán tuvo lugar el 24 de junio de 1961.
Luego fue incorporado a la provincia de Julcán, al crearse esta provincia por Ley 25261 del 19 de junio de 1990, en el gobierno del Presidente Alan García. 

## Geografía
Abarca unas superficie de 208,49 km² y está situado a 3 horas de Trujillo.

## Autoridades

### Municipales
- 2011 - 2014[2][3]
  - Alcalde: CPC. Jhon Rodríguez Espejo, del Partido Restauración Nacional
  - Regidores: Nan Converty De La Cruz Cabrera (PAP), Pedro Gregorio Rojas Chimbor (PAP), Andrea Burgos Carranza (PAP), Antero Solano Gómez (PAP), Jamilet Edit Blas Gavidia (PAP), Martin Antenor Luján Reyes (Cambio 90), Wilder Huayan Julca (Alianza para el Progreso).[4]

### Religiosas
- Arquidiócesis de Trujillo[5]
  - Arzobispo de Trujillo: Monseñor Héctor Miguel Cabrejos Vidarte, OFM.[6]

## Atractivos turísticos
La principal fuente de turismo es la Peña de Cacán y las ruinas de Huaso Chugo. Otros centros turísticos son el cerro El Pájaro (en Parque Alto), la momia de Kankan y el caserío el Rosal.
En el caserío El Rosal se puede encontrar  el parque temático YAPI-PARK, El cual tiene diversos atractivos elaborados a base de llantas recicladas y brinda actividades de esparcimiento familiar.

## Principales religiones
- Católica.

### Iglesias adventistas
- Jehová Shalon
- Central Julcàn
- Nueva Jerusalén
- Unión alborada
- Obreros del Señor

### Iglesias cristianas
- Movimiento Misionero Mundial
- Iglesia Bautista
- Iglesia Dios es Amor
- Iglesia Alianza Cristiana y Misionera

'